# Campeonato Sul-Americano de Atletismo de 1950 (não oficial)
O Campeonato Sul-Americano de Atletismo não oficial de 1950 foi realizado na cidade de Montevidéu, no Uruguai, em 1950. Contou com 30 provas em disputa, sendo realizado em comemoração ao 30º aniversário da Federação Uruguaia de Atletismo. No entanto a fundação da Confederação Atlética do Uruguai (CAU) foi realizada dois anos antes, em 1º de março de 1918. 

## Medalhistas
Esses foram os resultados do campeonato. 

### Masculino
| Evento                   | Ouro                     | Ouro    | Prata                   | Prata   | Bronze                 | Bronze  |
| ------------------------ | ------------------------ | ------- | ----------------------- | ------- | ---------------------- | ------- |
| 100 metros               | Walter Pérez (URU)       | 10.5    | Fernando Salas (CHI)    | 10.7    | Enrique Falco (URU)    | 11.1    |
| 200 metros               | Walter Pérez (URU)       | 21.9    | Jörn Gevert (CHI)       | 22.7    | Enrique Falco (URU)    | 23.0    |
| 400 metros               | Pedro Laborde (URU)      | 52.1    | Nelson García (URU)     | 52.1    | Carlos Pereira (URU)   |         |
| 800 metros               | Emir Miller (URU)        | 1:58.9  | Pedro Laborde (URU)     | 1:59.0  | Nelson García (URU)    | 2:00.3  |
| 1 500 metros             | Raúl Inostroza (CHI)     | 4:02.4  | Horst Knüppel (URU)     | 4:05.3  | Emir Miller (URU)      | 4:09.5  |
| 3 000 metros             | Oscar Moreira (URU)      | 8:42.8  | Raúl Inostroza (CHI)    | 8:43.4  | Horst Knüppel (URU)    | 9:01.2  |
| 5 000 metros             | Oscar Moreira (URU)      | 14:51.6 | Raúl Inostroza (CHI)    | 15:15.2 | Gilberto Sánzhez (URU) | 15:47.6 |
| 10 000 metros            | Oscar Moreira (URU)      | 31:08.7 | Gilberto Sánzhez (URU)  | 32:53.4 | Juan Gau (URU)         | 34:07.2 |
| 110 metros com barreiras | Jörn Gevert (CHI)        | 15.2    | Mario Recordón (CHI)    | 15.3    | Nelson Coitiño (URU)   |         |
| 400 metros com barreiras | Nelson Coitiño (URU)     | 56.0    | Juan Torinotti (URU)    | 58.6    |                        |         |
| 4×100 metros estafetas   | Uruguai                  | 43.1    | Chile                   | 43.6    | Paraguai               | 45.4    |
| 4×400 metros estafetas   | Uruguai                  | 3:25.9  | Chile                   | 3:35.8  | Paraguai               | 3:45.0  |
| Salto em altura\|        | Hércules Azcune (URU)    | 1.95    | Jörn Gevert (CHI)       | 1.85    | Pedro Listur (URU)     | 1.85    |
| Salto à vara             | Napoleon Araujo (BOL)    | 3.40    | Hernán Ortiz (PAR)      | 3.40    | Ubaldo Busconi (URU)   | 3.30    |
| Salto em comprimento     | Eduardo Julve (PER)      | 6.52    | Alcides Rodríguez (URU) | 6.47    | Hernán Figueroa (CHI)  | 6.45    |
| Salto triplo             | Alcides Rodríguez (URU)  | 13.71   | Jörn Gevert (CHI)       | 13.59   | Edgar Andrade (ECU)    | 13.35   |
| Arremesso de peso        | Eduardo Julve (PER)      | 13.77   | Mario Recordón (CHI)    | 12.80   | Enrique Vázquez (URU)  | 12.43   |
| Lançamento de disco      | Eduardo Julve (PER)      | 47.50   | Hernán Haddad (CHI)     | 44.29   | Enrique Vázquez (URU)  | 41.92   |
| Lançamento do martelo    | Rubén Carrerou (URU)     | 50.29   | Edmundo Zúñiga (CHI)    | 48.80   | Enrique Vázquez (URU)  | 46.61   |
| Lançamento de dardo      | Janis Stendzenieks (CHI) | 59.90   | Raúl Cóccaro (URU)      | 51.44   | Juan Sastre (URU)      | 48.76   |
| Corta-Mato 12 000 metros | Oscar Moreira (URU)      | 38:43.8 | Juan Gau (URU)          | 41:51.8 | Álvaro Donángelo (URU) |         |

### Feminino
| Evento                  | Ouro                  | Ouro  | Prata                  | Prata | Bronze                 | Bronze |
| ----------------------- | --------------------- | ----- | ---------------------- | ----- | ---------------------- | ------ |
| 100 metros              | Eliana Gaete (CHI)    | 12.5  | Adriana Millard (CHI)  | 12.6  | Perla Anza (URU)       | 12.7   |
| 200 metros              | Adriana Millard (CHI) | 26.2  | Beatriz Daher (URU)    | 27.0  | Mirtha Ibarra (URU)    | 27.2   |
| 80 metros com barreiras | Eliana Gaete (CHI)    | 11.8  | Popelka Sosa (URU)     | 13.1  | Juana Cal (URU)        | 13.3   |
| 4×100 metros estafetas  | Uruguai               | 52.0  | Chile                  | 52.9  |                        |        |
| Salto em altura         | Norma Morales (URU)   | 1.45  | Carmela Antezana (BOL) | 1.45  | Adriana Millard (CHI)  | 1.45   |
| Salto em comprimento    | Adriana Millard (CHI) | 5.35  | Eliana Gaete (CHI)     | 5.11  | Carmela Antezana (BOL) | 4.85   |
| Arremesso de peso       | Ursula Holle (CHI)    | 10.59 | Sara Rosello (URU)     | 10.37 | Eler Goffer (CHI)      | 9.68   |
| Lançamento de disco     | Ursula Holle (CHI)    | 30.01 | Sara Rosello (URU)     | 28.72 |                        |        |
| Lançamento do dardo     | Estrella Puente (URU) | 41.14 | Ursula Holle (CHI)     | 39.05 |                        |        |

## Quadro de medalhas (não oficial)
| Ordem | País     | Medalha de ouro | Medalha de prata | Medalha de bronze | Total |
| ----- | -------- | --------------- | ---------------- | ----------------- | ----- |
| 1     | Uruguai  | 17              | 12               | 19                | 48    |
| 2     | Chile    | 9               | 16               | 3                 | 28    |
| 3     | Peru     | 3               | 0                | 0                 | 3     |
| 4     | Bolívia  | 1               | 1                | 1                 | 3     |
| 5     | Paraguai | 0               | 1                | 2                 | 3     |
| 6     | Equador  | 0               | 0                | 1                 | 1     |
|       | TOTAL    | 30              | 30               | 26                | 86    |